# Hastula westralica
Hastula westralica é uma espécie de gastrópode do gênero Hastula, pertencente a família Terebridae.